# Klaus Baumgart (Sänger)

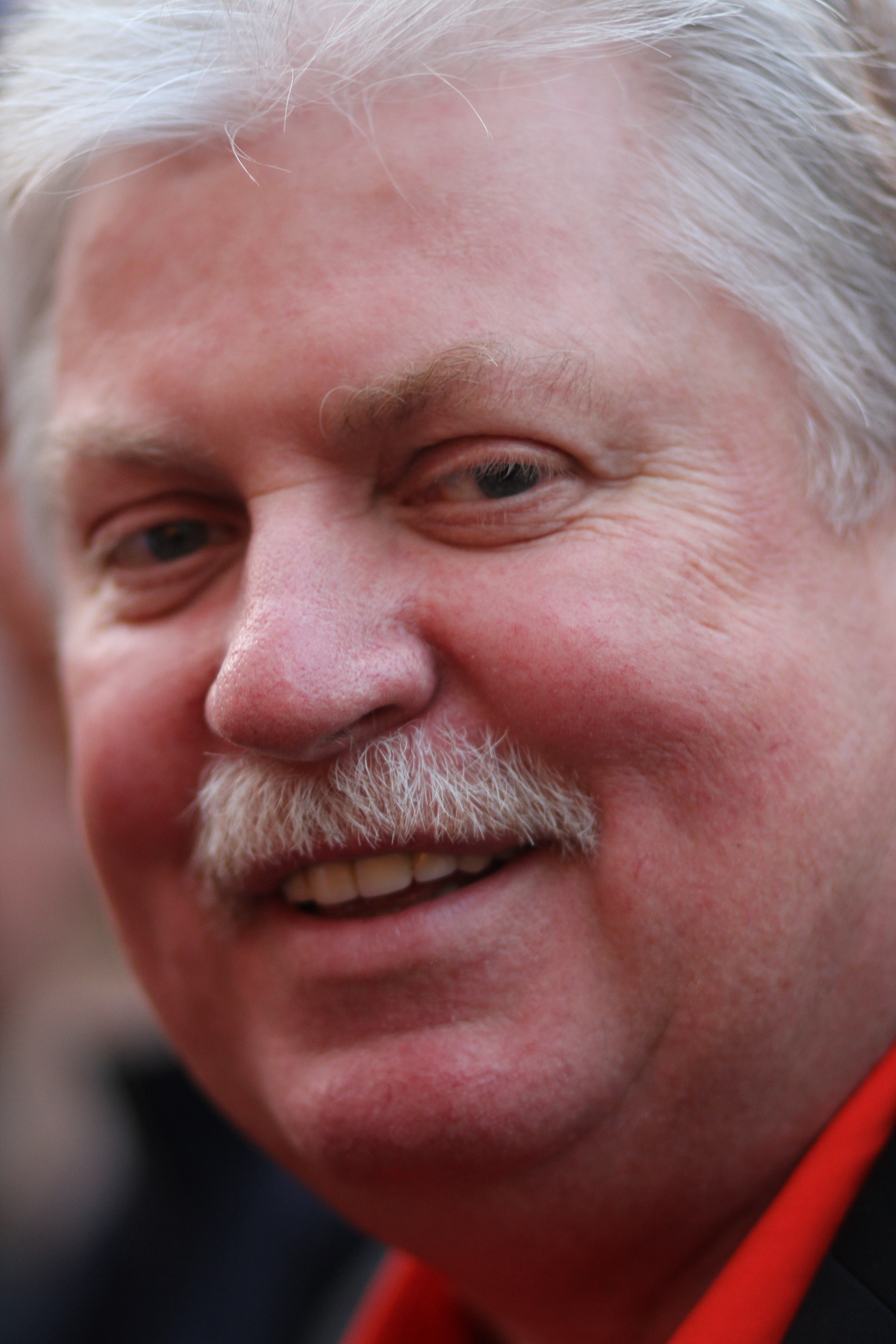
Klaus Baumgart (2017)

Klaus Baumgart  (* 2. September 1954 in Oldenburg (Oldenburg)) ist ein deutscher Partyschlagersänger und seit 1980 Gründungsmitglied des Schlagerduos Klaus und Klaus. Seine Soloprojekte und ein Album mit dem Moderator Harry Wijnvoord veröffentlichte er unter dem Namen Der große Klaus.

## Leben
Baumgart absolvierte zunächst eine Berufsausbildung als Einzelhandelskaufmann, arbeitete als DJ und Ende der 1970er Jahre als Chefanimateur im Ferienclub Punta Arabi auf der Partyinsel Ibiza. 1979 traf Klaus Baumgart auf Rainer Felsen, der sein späterer Produzent wurde. Unter dem Namen Dixie veröffentlichte er seine erste Schallplatte.
Bekannt wurde er zusammen mit dem Sänger der Gruppe Torfrock, Klaus Büchner, in der Formation Klaus und Klaus. Da steht ein Pferd auf’m Flur wurde ihr erster Hit. Ein Erfolg wurde wenig später das Lied An der Nordseeküste (Coverversion von The Wild Rover), Der Eiermann und Es gibt nur ein’n Rudi Völler waren weitere Hits.
Von 1990 bis 1993 war Klaus Baumgart Vizepräsident des Fußballvereins VfB Oldenburg. Im ersten Jahr dieser Präsidentschaft stieg der Verein in die 2. Fußball-Bundesliga auf. 2009 trat er aus dem Verein aus, als der VfB es wiederholt nicht geschafft hatte, in die Regionalliga Nord aufzusteigen. Er hatte in einem Fernsehbeitrag den Verein (Vorstand, Trainer und Mannschaft) auch persönlich angegriffen. Daraufhin wurde er vom Verein zusätzlich ausgeschlossen.
Baumgart verklagte 1995 den deutschen Satiriker Oliver Kalkofe, da dieser ihn in seiner Sendung Kalkofes Mattscheibe als „Freund Speckbulette“ bezeichnete. Später wurde bekannt, dass die Klage durch Baumgarts Management lediglich aus PR-Gründen lanciert wurde.
1997 kam es zur Trennung zwischen Baumgart und Büchner und Klaus Baumgart suchte sich zwei neue Kollegen. Klaus und Klaus machten zuerst zwei Jahre als Trio weiter, danach wieder als Duo Klaus & Klaus und belieferten den Ballermann und Après-Ski-Hütten  mit Songs.
Baumgart hatte 2008 eine Rolle in der Romanverfilmung Fleisch ist mein Gemüse. Im Januar 2013 gehörte Baumgart als Nachrücker für Schauspieler Helmut Berger zu den Kandidaten der Sendung Ich bin ein Star – Holt mich hier raus!. Am 19. Januar wurde er von den Zuschauern als zweiter Kandidat aus der Sendung herausgewählt.
Baumgart ist seit 1991 mit der ehemaligen  Fernseh-Moderatorin Ilona Schulz verheiratet, die verschiedene Formate bei RTL moderierte und 2020 am Supertalent teilnahm.

## Diskografie

### Als Der große Klaus
- 1993: Saustark
- 1996: Ole Mallorca, wir kommen (mit Harry Wijnvoord)

### Weitere Projekte
- 1986: Big Bang von Taracco (Songwriting)
- 1994: Schumi gib Gummi (Maxi-CD, mit Rainer Felsen als 1000 PS)
- 1995: Hoppe, hoppe Reiter von Red Butler (Maxi-CD, Songwriting)